# Paulette Nardal

Paulette Nardal (Le François, 12 de outubro de 1896 – Forte da França, 16 de fevereiro de 1985) foi uma escritora francesa da Martinica, jornalista e uma das impulsionadoras do desenvolvimento da consciência literária negra. Ela foi uma das autoras envolvidas na criação do gênero negritude e apresentou aos intelectuais franceses as obras de membros do Renascimento do Harlem por meio de suas traduções.
Nascida na classe média alta da Martinica, Nardal tornou-se professora e concluiu seus estudos em Paris. Foi a primeira pessoa negra a estudar na Sorbonne em 1920 e, com suas irmãs, fundou um influente salão literário, Le Salon de Clamart, que explorava as experiências da diáspora africana. Como jornalista e autora, publicou obras que defendiam uma consciência pan-africana e reconheciam as semelhanças dos desafios enfrentados pelas pessoas devido ao racismo e ao sexismo. Feminista, incentivou as mulheres a trabalharem dentro das estruturas sociais existentes para obter influência política.
No início da Segunda Guerra Mundial, Nardal fugiu da França, mas foi ferida quando um submarino atacou seu navio, causando uma deficiência que durou toda a vida. Ao retornar à Martinica, ela criou organizações feministas e jornais que incentivavam as mulheres instruídas a canalizar suas energias para a melhoria social. Ela patrocinou o treinamento em economia doméstica e fundou creches para mulheres pobres. Devido à sua compreensão dos problemas enfrentados pelas populações do Caribe, foi contratada para trabalhar como especialista da área nas Nações Unidas. Nardal foi a primeira mulher negra a ocupar um cargo oficial na Divisão de Territórios Não Autônomos da ONU.
Quando retornou à Martinica após trabalhar na ONU, trabalhou para preservar as tradições musicais do país. Ela escreveu uma história dos estilos musicais tradicionais para a comemoração do centenário da abolição da escravidão na ilha e desenvolveu um coral que celebrava as raízes africanas da música da Martinica [en].
No período pós-Segunda Guerra Mundial, Nardal foi indicada como delegada nas Nações Unidas em 1946. Ela trabalhou na Divisão de Territórios Não Autônomos. Retornou à Martinica em 1948 e, nas décadas de 1950 e 1960, apoiou a campanha de Martin Luther King pelos direitos civis nos Estados Unidos.

## Biografia

### Primeiros anos
Paulette Nardal nasceu em 12 de outubro de 1896 na comuna Le François, na Martinica, filha de Louise (nascida Achille) e Paul Nardal. Seu pai era engenheiro de construção, formado na França, e sua mãe era professora de piano. Era a mais velha de sete irmãs da família (Jeanne Nardal, Lucy Nardal, Andrée Nardal, Alice Naral, Cécile Nardal e Emilie Nardal), que fazia parte da pequena comunidade negra de classe média alta da ilha. Frequentou a escola no Colonial College for Girls e estudou inglês na América Central. Depois de se formar no ensino médio, Nardal tornou-se professora, mas decidiu continuar seus estudos em Paris.

### Anos na França
Aos 24 anos de idade, Nardal se matriculou na Sorbonne, prestigiada universidade francesa, para estudar inglês, sendo a primeira pessoa negra a frequentar a universidade. Logo envolveu-se no círculo artístico da intelligentsia francesa, sob a influência dos escritores do Renascimento do Harlem, organizando um salão com suas irmãs Jane [en] e Andrée, Nardal reuniu intelectuais negros da África, do Caribe e dos Estados Unidos para discutir suas experiências de ser negro e fazer parte da diáspora.
Após concluir seus estudos em Paris, Nardal voltou a lecionar na Martinica por um breve período, mas em um ano estava de volta a Paris, onde começou a atuar como jornalista. Seus textos incluíam obras literárias, críticas, jornalismo, discursos sobre o colonialismo e um guia turístico chamado Guide des Colonies Françaises, encomendado pelos governos das ilhas das Antilhas Francesas. Em outubro de 1931, fundou uma revista chamada La Revue du Monde Noir [en] com suas irmãs; Louis Jean Finot, um romancista francês; Léo Sajous, um acadêmico haitiano; e Clara W. Shepard, uma professora e tradutora afro-americana. As funções de Nardal incluíam a contribuição para a revista, atuando como editora e tradutora, bem como a orientação da revista para um público mais pan-africano. Seis edições da La Revue du monde noir foram publicadas antes de a revista interromper sua produção em abril de 1932.
Após a conclusão da revista, Nardal começou a trabalhar como secretária de Ngalandou Diouf [en], deputado senegalês na Assembleia Nacional Francesa. Participou ativamente das manifestações que se seguiram à invasão italiana da Etiópia em 1935, e foi ao Senegal no ano de 1937 para tentar reunir outras pessoas na causa contra a invasão. Ela também participou ativamente de organizações feministas, incluindo Ad Lucem Per Caritatem e Union Féminine Civique et Sociale durante toda a década de 1930. Quando foi forçada a fugir da França em 1939 por causa da Segunda Guerra Mundial, Nardal embarcou em um navio que voava sob a proteção da Cruz Vermelha. Quando o navio foi torpedeado na costa inglesa, Nardal fraturou os dois joelhos ao pular em um bote salva-vidas e teve que ser hospitalizada na Inglaterra. Após a fratura, nunca recuperou-se plenamente de seus ferimentos.

### Retorno à Martinica
Ao se recuperar o suficiente para viajar, Nardal retornou à Martinica. Estabeleceu-se em Fort-de-France e inicialmente trabalhou como professora de inglês para dissidentes que queriam apoiar o Charles de Gaulle. Como os recrutas caribenhos eram treinados nas Índias Ocidentais Britânicas, era imperativo que aprendessem inglês antes de receberem treinamento militar. Com o término da Guerra, trabalhou em prol da melhoria social e do sufrágio. No ano de 1944, Nardal fundou o Le Rassemblement féminin para incentivar as mulheres a participarem das eleições de 1945 e, em 1945, fundou uma revista, La Femme dans la Cite, na qual enfatizava a importância do envolvimento das mulheres na política e no trabalho social.
No ano de 1946, Nardal foi indicada para servir como delegada na Organização das Nações Unidas (ONU). Chegou à cidade de Nova Iorque, sede do órgão, onde trabalhou como especialista na área. Tornou-se a primeira mulher negra a ocupar um cargo oficial na Divisão de Territórios Não Autônomos, atuando durante 18 meses.
Retornando à Martinica em 1948, Nadal, com a ajuda de sua irmã Alice, preparou uma história sobre o patrimônio musical da Martinica [en] como sua contribuição para as comemorações do centenário da abolição da escravidão na ilha. Como a música tradicional, bélé [en] e ladjia, estava cedendo lugar ao jazz, Nardal queria melhorar a educação sobre as tradições musicais. Mais tarde, ela fundou um coral para promover e preservar a música tradicional de raízes africanas, incluindo canções folclóricas, espirituais, clássicas e sul-americanas. Manteve-se ativa publicando La Femme dans la Cite até 1951.

## Carreira jornalística
Durante sua carreira no jornalismo, Nardal escreveu para várias publicações, incluindo France-Outremer, Le Cri des Nègres, Le Soir e La Dépêche africaine e, mais tarde, L'Étudiant noir [fr]. Sua conexão com La Dépêche africaine é notável porque, embora houvesse muitas revistas que discutiam questões raciais, La Dépêche africaine foi a primeira a incorporar questões sexuais e perspectivas femininas. Os trabalhos de Nardal em La Dépêche africaine nos primeiros anos de sua carreira eram frequentemente críticas culturais que ela usava para mostrar artistas negros e a cultura negra. Em seus textos, também procurou oferecer uma perspectiva sobre como era viver em Paris como uma pessoa negra da Martinica.
Seus escritos publicados nesse período incluem “En Exile” (No Exílio) (1929) e “Une femme sculpteur noir” (Uma Escultora Negra) (1930). “En Exile” é um conto sobre a vida de uma mulher caribenha exilada na França. Por meio da personagem principal, Nardal explora como, para muitas mulheres negras, viver na França foi uma experiência de isolamento. “Une femme sculpteur noir” é um artigo sobre a escultora afro-americana Augusta Savage. Nesse artigo, Nardal celebra as realizações e contribuições culturais de Savage e discute as barreiras que a artista enfrentou como mulher negra em uma sociedade racista. Nardal escreveu significativamente sobre sua consciência de raça e solidariedade negra, bem como sobre o duplo padrão de marginalização das mulheres.
Nardal também fundou duas revistas durante sua carreira, La Revue du Monde Noir e La Femme dans la Cité.

### La Revue du Monde Noir(1931–1932)
A revista La Revue du Monde Noir era um espaço onde artistas e intelectuais negros podiam publicar seus trabalhos e estabelecer conexões com outros negros. O jornal incentivava a solidariedade internacional entre os negros e incorporava a arte, a cultura e o debate negros adotando perspectivas de diversos países. La Revue du Monde Noir foi apresentada como uma publicação apolítica que convenceu o Ministério das Colônias a oferecer financiamento parcial; no entanto, “o próprio ato de fundar uma revista bilíngue, internacional e multirracial na Paris dos anos 1930 foi provocativo, de modo que o jornal não evitou totalmente os comentários políticos. O jornal perdeu rapidamente o financiamento e apenas seis edições da La Revue du Monde Noir foram publicadas antes que a revista parasse de ser produzida em abril de 1932.

### La Femme dans la Cité(1945–1951)
Nardal fundou La Femme dans la Cité para persuadir os leitores de classe média a fazer a conexão entre o aprimoramento da mente por meio da indústria e o despertar da consciência social. A revista era o único jornal da região e Nardal a utilizou para tentar fazer com que as mulheres votassem nas eleições de 1945. Os comunistas conquistaram a maioria dos assentos e, no ano seguinte, Nardal escreveu vários editoriais enfatizando para as mulheres a importância de compreender as questões mundiais e de votar. Sua política era conservadora de centro-direita e, embora apoiasse a igualdade das mulheres, não era militante. Estava ciente da desigualdade e queria que as mulheres se educassem para melhorar sua situação, mas não era a favor da derrubada dos regimes existentes. Nardal explicou em seus ensaios que a ação política e social das mulheres era a chave para a melhoria social e que, por meio da participação na política, as mulheres poderiam combater o patriarcado.

## Clamart Salon
Enquanto moravam em Paris, Nardal e suas irmãs criaram um salão literário onde pessoas de todos os gêneros, raças e religiões encontravam-se para discutir política, cultura e arte negras locais e internacionais. Essas discussões se concentravam na solidariedade negra internacional e celebravam a diferença racial, o que levou ao desenvolvimento e à disseminação de uma consciência racial negra. O Clamart Salon recebeu vários intelectuais negros conhecidos, incluindo figuras do Renascimento do Harlem e os três homens conhecidos como fundadores do movimento Négritude, Aimé Césaire, Léon-Gontran Damas e Léopold Sédar Sénghor.

### Contribuições para aNégritude
Embora Paulette Nardal nem sempre tenha sido creditada por suas contribuições ao movimento Négritude, desempenhou um papel fundamental ao influenciar os homens que fundaram o movimento Négritude. Embora o termo Négritude não existisse antes de 1935, o trabalho de Nardal antes disso já refletia e incentivava a solidariedade e o orgulho negro internacional que o Négritude incentivava. Seu trabalho em La Dépêche Africaine e La Revue du Monde Noir, bem como as discussões que ocorreram no Clamart Salon, inspiraram os três fundadores da Négritude a criar o jornal l'Étudiant Noir, onde usaram pela primeira vez o termo Négritude.
O ensaio de Nardal na edição final da La Revue du Monde Noir foi intitulado “Eveil de la conscience de race” (O despertar da consciência racial) e avaliou a progressão da consciência racial dos intelectuais caribenhos. Tanto os líderes posteriores do movimento Négritude quanto o grupo chamado Légitime Défense, formado por surrealistas e comunistas radicais afro-caribenhos, foram significativamente influenciados em suas ideias por esse ensaio, no qual Nardal defende o orgulho africano e o reconhecimento da história compartilhada da escravidão. A visão de Nardal sobre o orgulho não defendia o abandono da identidade francesa ou o fim do domínio francês nas colônias, mas, em vez disso, favorecia um meio-termo, abraçando as culturas afro-caribenha e francesa. Mamadou Badiane e Shireen K. Lewis argumentam que as reflexões de Nardal sobre raça começaram quase uma década antes de Césaire e Senghor serem creditados como fundadores da filosofia da Négritude, concluindo que as mulheres foram tanto as fundadoras do movimento quanto sua inspiração. Senghor reconheceu o envolvimento de Nardal na fundação do “New Negro Movement” em um discurso proferido na Universidade Howard em 1966.
O Clamart Salon e a La Revue du Monde Noir, juntamente com as traduções de Paulette Nardal das obras dos escritores do Renascimento do Harlem, também permitiram que os fundadores da Négritude se encontrassem com figuras da Renascimento do Harlem, cujo trabalho influenciou e inspirou a criação da Négritude.

## Contribuições feministas

### Organizações feministas
Após retornar à Martinica, Nardal começou a implementar as ideias de educação industrial, ensinando às mulheres economia doméstica para tirá-las da pobreza. Também implementou escolas maternais para educar os filhos de mães trabalhadoras. Trabalhou em prol do sufrágio e, quando as mulheres obtiveram o direito de votar em 1944, instou-as a assumir o manto político e trabalhar para resolver os problemas sociais.

#### Le Rassemblement féminin
Em 1944, Nardal fundou o Le Rassemblement féminin. O Le Rassemblement féminin era uma das duas organizações feministas da Martinica neste contexto, cujos objetivos eram aumentar o número de mulheres que votaram nas eleições de 1945. O Le Rassemblement féminin não era uma organização que apoiava nenhum partido político em particular e, em seu primeiro ensaio para a revista La Femme dans la Cité, Nardal enfatizou que as metas da organização poderiam se aplicar a qualquer partido político, já que o Le Rassemblement féminin tinha como único objetivo incentivar as mulheres a se envolverem mais social e politicamente.
A outra organização, l'Union des femmes de la Martinique, tinha em sua maioria egressos da classe trabalhadora, muitos dos quais tinham vínculos com comunistas. As mulheres desse grupo tinham opiniões feministas mais radicais do que as defendidas por Nardal. Para Nardal, a negatividade que a Union des femmes de la Martinique dirigia às mulheres brancas de classe alta promovia o ódio racial, enquanto o Le Rassemblement féminin incentivava as mulheres de todas as origens a se elevarem umas às outras por meio da solidariedade.

### Feminismo transnacional
Embora tenha se concentrado principalmente na solidariedade negra internacional e na questão racial durante seu tempo em Paris, Nardal mudou seu foco para as questões femininas depois de retornar à Martinica. Apesar da mudança de raça para gênero, Nardal continuou a incentivar uma perspectiva internacional sobre questões políticas e sociais. Suas perspectivas feminismo transnacional [en] a levaram a se conectar com organizações de mulheres de diferentes países e a se envolver em discussões sobre os direitos das mulheres a partir de uma perspectiva global. Nardal acreditava que era importante que as mulheres se engajassem na política local e internacional e no trabalho social e achava que o fato de não informar os alunos sobre questões globais era uma falha fundamental no currículo francês. Ela achava que as Nações Unidas eram um estabelecimento importante que as escolas poderiam usar para ensinar questões internacionais.

#### Trabalho na ONU
Entre os anos de 1946 a 1948, Nardal atuou como delegada nas Nações Unidas, trabalhando com o Departamento da ONU para Territórios Não Autônomos e com a Comissão das Nações Unidas sobre o Status da Mulher [en]. A Comissão das Nações Unidas sobre o Status da Mulher estava particularmente alinhada com as crenças de Nardal porque seu objetivo era garantir que os direitos das mulheres fossem respeitados globalmente. Seu trabalho na ONU promoveu seus objetivos em relação ao trabalho social internacional e ao feminismo, pois permitiu que ela trabalhasse com delegados de diferentes países e aprendesse com eles.

#### Feminismo e religião
Nardal era católica e seus valores cristãos muitas vezes se refletiam em suas crenças feministas. Acreditava que a diferença entre as mulheres e os homens se devia à essência feminina que lhes foi dada por Deus. Ela achava que a natureza naturalmente pacífica e tranquilizadora das mulheres as tornaria figuras orientadoras importantes em questões sociais e políticas. O catolicismo de Nardal também está presente nos ensaios que ela escreveu para La Femme dans la Cité. Em seu ensaio “Les femmes martiniquaises et l'action sociale”, ela pede que as mulheres da Martinica se envolvam em questões sociais. Como muitas mulheres martinicanas eram católicas, Nardal escreveu que o humanismo cristão era uma parte importante da cultura martinicana e, portanto, era dever das mulheres da Martinica realizar ações sociais.
Em seu ensaio Nations Unies, Nardal expande sua análise religiosa para discutir as Nações Unidas. Nesse breve ensaio, ela afirma que vê “o Corpo místico de Cristo atualizado na carta das Nações Unidas e que o trabalho da ONU reflete a vontade de Deus.
Apesar das crenças católicas de Paulette Nardal, nem Le Rassemblement féminin nem La Femme dans la Cité eram publicações católicas. Nardal apresentava ambas como não denominacionais e afirmava que essas organizações aceitavam pessoas de religiões não católicas e ateias.

## Homenagens
Em 12 de outubro de 2021, o Google comemorou o 125º aniversário de Paulette Nardal com um doodle. Na cerimônia de abertura dos Jogos Olímpicos de Verão de 2024, Nardal foi celebrada como uma das dez “Heroínas da História da França”, ganhando uma estátua nas margens do rio Sena.